# Oratorio del Rosario di San Domenico
L'oratorio del Rosario di san Domenico è un oratorio situato nel centro storico di Palermo. È ubicato in Via dei Bambinai nel mandamento La Loggia, nei pressi della Vucciria, adiacente alla chiesa di San Domenico.

## Storia

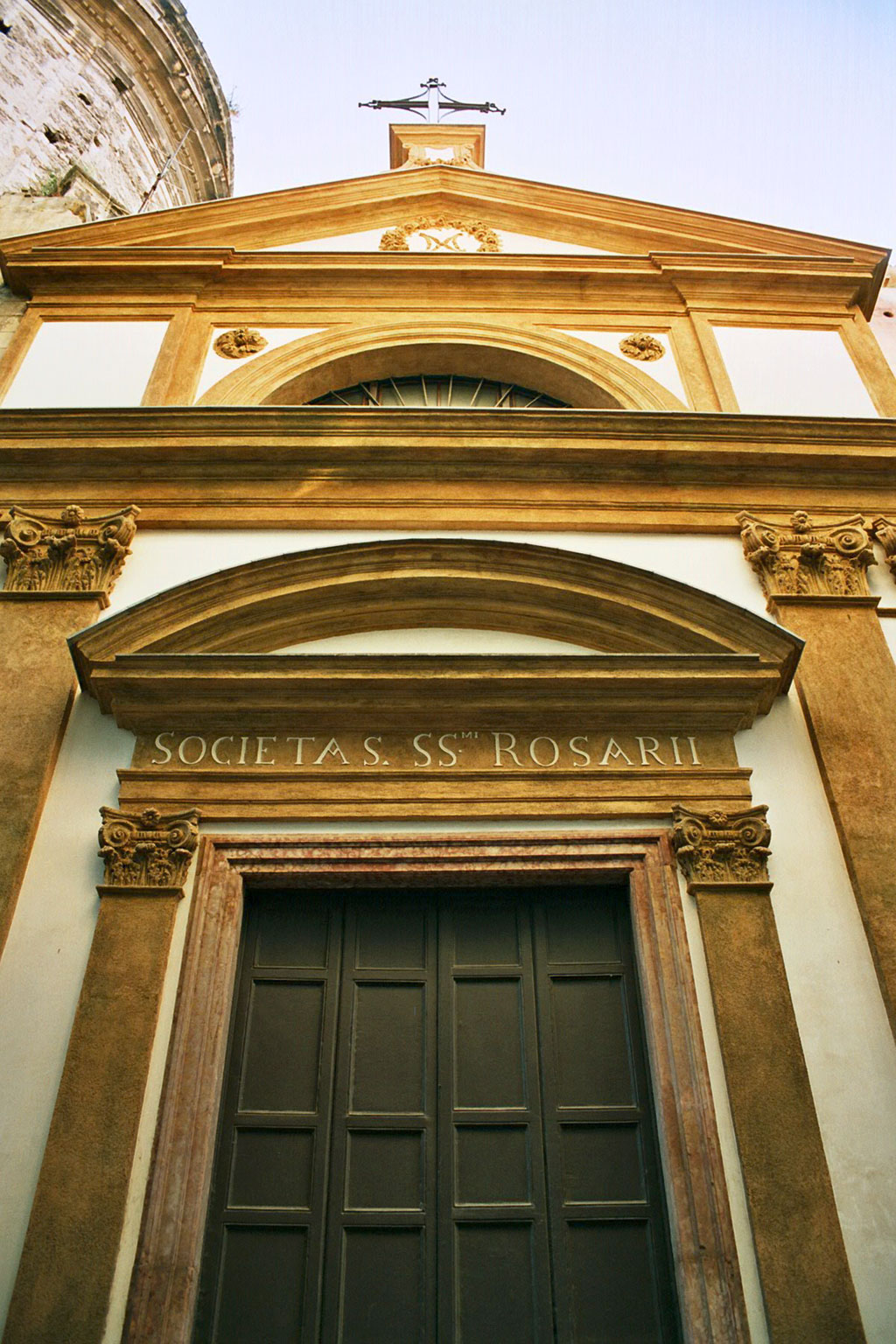
Facciata dell'oratorio.

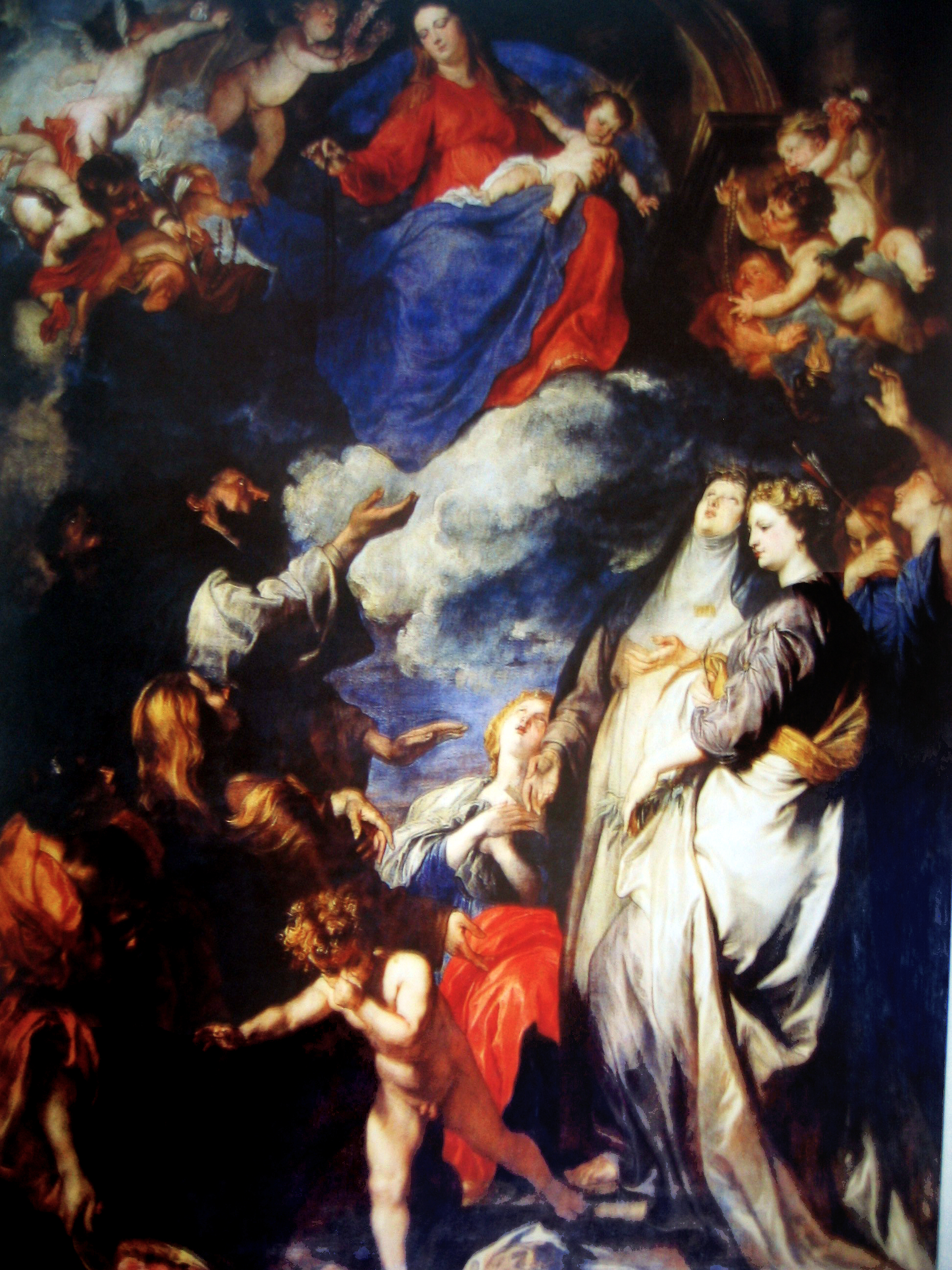
Madonna del Rosario.

È edificato a partire dal 1574 per volere della Compagnia della Madonna del Rosario dell'Ordine dei frati predicatori, adiacente alla chiesa di San Domenico su progetto dell'architetto Giuseppe Giacalone.
L'edificio a navata unica, custodisce la pala d'altare di Antoon Van Dyck, raffigurante la Madonna del Rosario, dove è ritratta con San Domenico di Guzmán, Santa Caterina da Siena, e i santi Vincenzo Ferreri, Oliva, Ninfa, Agata, Cristina e Rosalia, commissionata in occasione del ritrovamento delle spoglie di Santa Rosalia e l'affievolimento dei focolai di peste che aveva colpito la città di Palermo nel 1624. Dipinto ultimato a Genova e consegnato nel 1627 circa.
Il rinnovato culto verso Santa Rosalia, in seguito al ritrovamento delle spoglie e al verificarsi di eventi soprannaturali, aveva suggerito una nuova tendenza iconografica, approfittando della contestuale presenza di un artista di fama europea. Il quadro appena commissionato e realizzato da Mario Minniti durante il suo soggiorno palermitano (1621 - 1622), fu ben presto sostituito con l'opera del fiammingo Van Dyck. Anche l'Orazione nell'orto e la Coronazione di spine, opere del Minniti documentate commissionate per l'istituzione domenicana, col rinnovamento dell'apparato pittorico transitarono nella collezione di Marco Gezio, le loro destinazioni finali al presente non sono identificate con certezza.
Il ciclo pittorico comprende i dipinti raffiguranti i Misteri dolorosi, sulla parete di destra: l'Orazione nell'orto d'anonimo di scuola napoletana allievo di Francesco Fracanzano, il Cristo alla Colonna o Flagellazione di Matthias Stomer, la Coronazione di spine e la Salita al Calvario di ignoto di scuola fiamminga d'influenza caravaggesca, la Crocifissione della scuola di Antoon van Dyck.
Sulle pareti di sinistra e di fondo si ammira il ciclo dei Misteri gaudiosi: di Giovan Andrea de Ferrari l'Assunzione, di Orazio Ferraro la Resurrezione, di Guglielmo Borremans la Visitazione del 1727, l'Annunciazione di Giacomo Lo Verde, la Presentazione al Tempio di ignoto siciliano, la Natività attribuita a Geronimo Gerardi e di Pietro Novelli la Disputa tra i Dottori e la Pentecoste, al quale si deve inoltre l'affresco della volta con l'Incoronazione della Vergine del 1630 circa.
Nella controfacciata sono presenti: la Resurrezione attribuita a Valerio Castello, l'Ascensione di ignoto fiammingo, l'Assunzione di Luca Giordano.
|          | Volta | Allegoria | Presbiterio | Allegoria | Controfacciata |                         |
| -------- | ----- | --------- | ----------- | --------- | -------------- | ----------------------- |
|          |       |           |             |           |                |                         |
| Natività |       | Sapienza  |             | Giustizia |                | La cacciata del diavolo |

## Stucchi del Serpotta

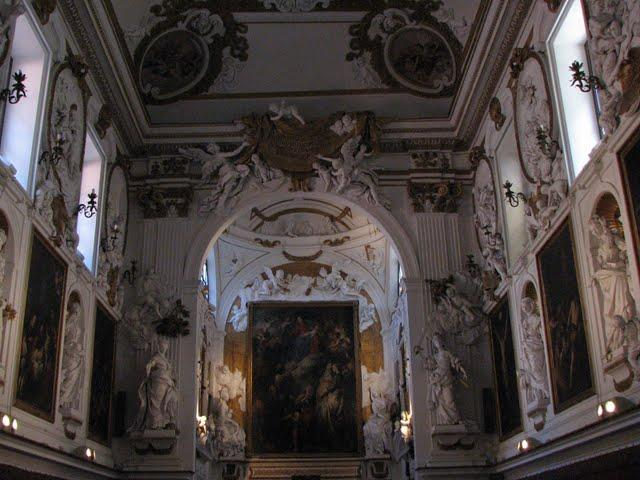
Pala d'altare con la Madonna del Rosario e Santi.

Con l'obiettivo di esaltare il significato teologico delle tele, fu commissionata intorno al 1714 - 1717 a Giacomo Serpotta la realizzazione al di sopra delle stesse ed entro ovali a stucco e ad altorilievo, di episodi dell'Apocalisse (tra i quali spicca la plasticità del corpo del diavolo che precipita dopo essere stato cacciato dal Paradiso) e due dell'Antico Testamento, legati ai Misteri del Rosario di cui sono l'anticipazione ideale.
Nelle nicchie tra i dipinti, l'artista palermitano realizzò inoltre le statue allegoriche delle Virtù, vestite con pizzi e drappeggi secondo la moda dell'epoca, di derivazione francese. Tra di esse spicca quella raffigurante la Mansuetudine, che tiene in mano una colomba verso la quale tende la mano un putto vestito da fraticello. Inoltre sono rappresentate: nel presbiterio la Divina Provvidenza e la Divina Grazia. Lungo le pareti laterali le virtù: Carità, Umiltà, Pace, Purezza, Mansuetudine, Pazienza, Fortezza, Obbedienza. All'esterno dell'arco trionfale, in prospetto, rispettivamente la Sapienza e la Giustizia.
Sopra la cupola sovrastante l'altare, si trovano altri putti alati eseguiti dal Serpotta che sorreggono un drappo; nonché gruppi di dame e cavalieri che si affacciano appoggiati ad una balaustra.
Lungo il perimetro dell'Oratorio s'inseriscono gli scanni lignei su cui sedevano i confrati della Compagnia della Madonna del Rosario, retti da mensole scolpite con soggetti zoomorfi risalenti agli ultimi anni del Seicento.
La suggestiva bellezza dell'Oratorio ha convinto lo storico dell'arte Rudolf Wittkower ad affermare che probabilmente non c'è altro luogo in Italia dove la scultura si sia così avvicinata a un vero spirito rococò.
| 1      | 2      | 3    | 4       | Presbiterio | 4            | 3        | 2        | 1          |
| ------ | ------ | ---- | ------- | ----------- | ------------ | -------- | -------- | ---------- |
|        |        |      |         |             |              |          |          |            |
| Carità | Umiltà | Pace | Purezza |             | Mansuetudine | Pazienza | Fortezza | Obbedienza |

## Oratorio di Sant'Orsola
- ?, Oratorio di Sant'Orsola, luogo di culto non più esistente.[8]

## Compagnia del Santissimo Nome di Gesù
- 1568, Compagnia del Santissimo Nome di Gesù.[8]

## Compagnia della Madonna del Rosario
{...}